# Jotunheim

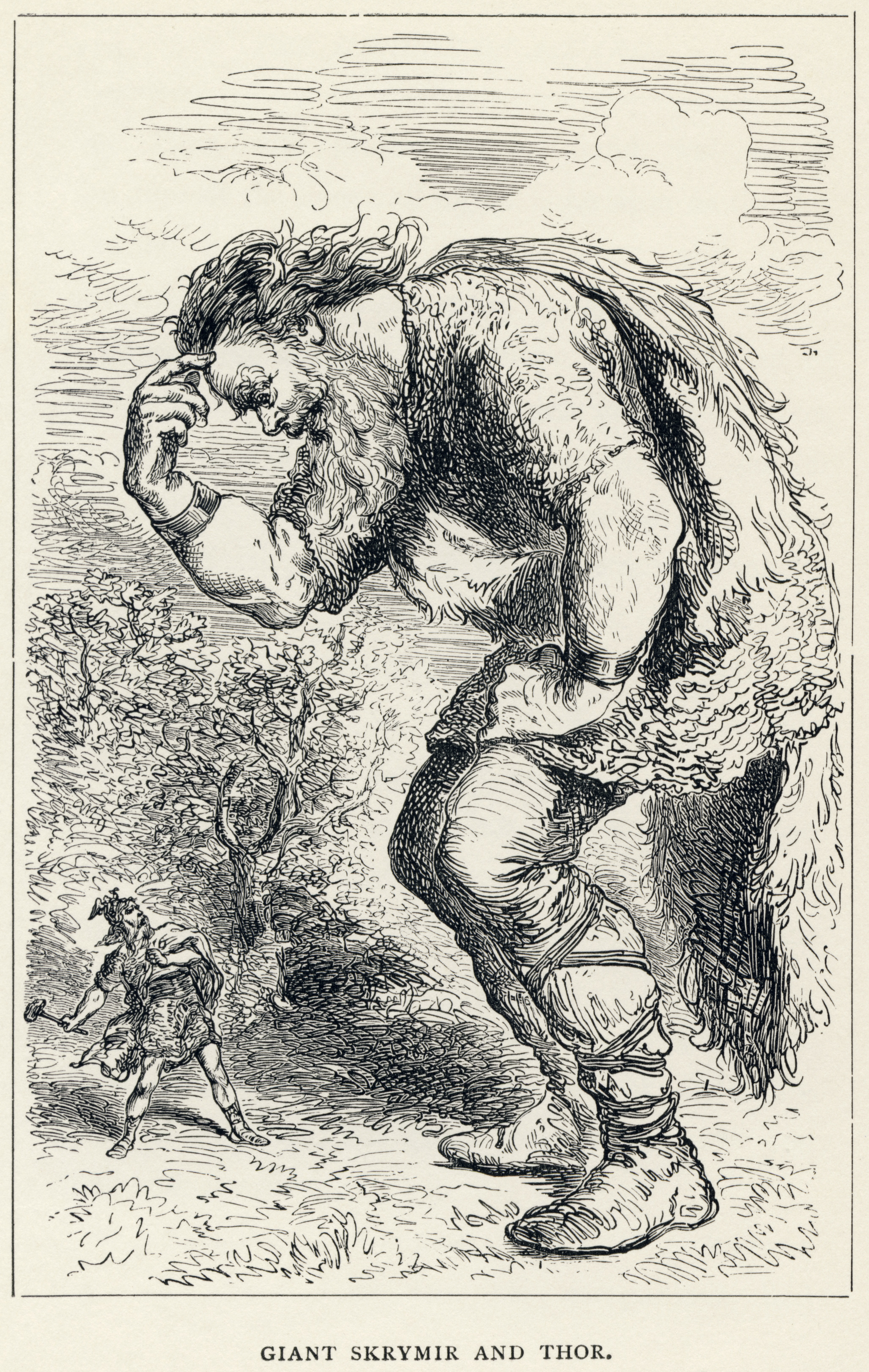
Az óriás Skrymir és Thor - Louis Huard

Jotunheim (Jötunheim, jelentése: ”Óriáslaka”) az  óészaki mitológiában egyike a kilenc világnak, a kő- és fagyóriások országa. Az istenek világától (Asgard) és az emberek világától (Midgard) keletre és északra fekszik, uralkodójuk Trym király. Jotunheimben van az Utgard nevű vár is, ahol Utgard Loki az úr. Asgard és Jotunheim között folyik a soha be nem fagyó és átgázolhatatlan Ifing folyó amelyik elválasztja a két világot egymástól.
Trym volt az, aki ellopta Thor kalapácsát, a Mjölnirt és Freyját kérte feleségnek váltságdíjként. Az eseményről egy egész ének van az Eddában, a Trym-ének. Itt a Hlórridi nevet használják Thor helyett.
Freyja helyett Thor megy el menyasszonynak öltözve...

Szólt akkor Trym,

óriások országlója:

"Hozzátok kalapácsomat,

a menyasszonyt megáldja,

helyezzétek Mjölnirt

hajadon ölébe,

a Tavasz istennője

adja össze igaz társsal."

Hlórridi szíve

hogy vert e szavakra;

vidult, keménylelkű

kalapácsa láttán.

Trymet taglózta elébb,

óriások országlóját,

aztán pereputtyát

püfölte a földbe.

 
Megölte az óriás

agg nővérét is,

ki jegyajándékot

követelni nem restellt;

ajándék helyett

pörölycsapásokat,

kecses gyűrűk híján

kapott kalapácsütést.

Így került a kalapács

újra Ódin fiához.

## Fordítás
- Ez a szócikk részben vagy egészben  a   Jotunheim című svéd Wikipédia-szócikk fordításán alapul.  Az eredeti cikk szerkesztőit annak laptörténete sorolja fel. Ez a jelzés csupán a megfogalmazás eredetét és a szerzői jogokat jelzi, nem szolgál a cikkben szereplő információk forrásmegjelöléseként.
- Ez a szócikk részben vagy egészben  a   Jötunheimr című angol Wikipédia-szócikk fordításán alapul.  Az eredeti cikk szerkesztőit annak laptörténete sorolja fel. Ez a jelzés csupán a megfogalmazás eredetét és a szerzői jogokat jelzi, nem szolgál a cikkben szereplő információk forrásmegjelöléseként.